# Borja Sánchez Torrecillas
Borja Sánchez Torrecillas (Abegondo, La Coruña, 21 de enero de 2000) es un piloto de motociclismo de velocidad español que compitió en el Campeonato de España de Velocidad (CEV) de Moto3 y en la categoría de Supersport 300 del Campeonato Mundial de Superbikes.

## Trayectoria deportiva
Nació en la localidad de Abegondo en la provincia de La Coruña. En su infancia su padre le regaló una moto de 50cc de cuatro tiempos y tres velocidades con la que se inició en el deporte.
A los 6 años realizó sus primeras pruebas para optar a una beca, lo que le permitó disputar la copa gallega durante 3 años, los dos primeros años con una minimoto de 50cc y en último de 70 cc. En estas copas anuales alcanzó el puesto de campeón.[cita requerida]

### Copa RACC
En los años 2008 y 2009 continuó su trayectoria a través una beca del RACC, lo que le permitió participar en los campeonatos gallego y nacional organizados por esta compañía con la minimoto de 70cc. En 2009 se consagró campeón en los campeonatos autonómicos y subcampeón en los nacionales.

### Pre moto 3
Con 13 años dio el salto a la categoría de Pre moto 3 de la modalidad de Superbikes, teniendo como entrenador al expiloto Emilio Alzamora, el cual también fue mentor de Marc Márquez, y como patrocinadores principales a Monlau Competición y a la marca de Cabreiroá perteneciente al Grupo Hijos de Rivera, siendo el único representante gallego.

### Moto3
En 2016 se sumó al equipo escuela Aspar Team de Jorge Martínez Aspar para dar el salto a la categoría de Moto3.
En ese mismo año compitió en el Campeonato de España de Velocidad (CEV) donde logró subirse al podio 4 veces en las 6 carreras en las que participó, acabando en  el 3.º puesto en la clasificación general de la temporada.

### Supersport 300
En 2017, con 17 años, se convirtió en uno de los cuatro españoles de los 35 pilotos llamados a participar en el Campeonato Mundial de Superbikes, en la categoría Supersport 300, creada el año anterior para brindarle la oportunidad a jóvenes pilotos de competir conduciendo motos de 300cc. Se sumó al equipo MS Racing para manejar una Yamaha R3.
En su primer año del mundial, el 2017, disputó un total de 9 carreras donde consiguió una pole en Assen (Holanda) y la sexta posición en la clasificación general, mientras que su equipo se proclamó campeón de la categoría.[cita requerida]
Al año siguiente, ya en su mayoría de edad, se trasladó al equipo ETG Racing para pilotar una Kawasaki Ninja 300.
En 2018 consiguió 3 podios: el 2.º puesto en el Gran Premio de Imola (Italia), el 3.º puesto en Donington Park (Reino Unido) y el 3.º puesto en Brno (República Checa), lo que le llevó a ser subcampeón en la clasificación general, quedando detrás de la piloto murciana Ana Carrasco.
En los siguientes años[¿cuándo?] continuó compitiendo en mundial con la Kawasaki Ninja 400, pero con la casa italiana Maranga Racing, teniendo de compañera de parrilla a la piloto María Herrera.
También en esos años, al quedarse sin la financiación de uno sus patrocinadores principales, realizó una campaña en redes sociales de crowfunding y de venta de gafas de sol para poder seguir participando en el mundial de Superbikes.